# 久保晃一
久保 晃一（くぼ こういち、1976年1月13日 - ）は、日本の元ラグビー選手。現在ジャパンラグビーリーグワン静岡ブルーレヴズの育成普及チームリーダーを務めている。

## プロフィール
- 埼玉県出身。
- ポジションはフランカー(FL)、ナンバーエイト(No8)。
- 身長 190 cm、体重 102 kg
- 関西代表に選ばれたことがある[1]
- 日本代表キャップは19。
- サザンオールスターズの大ファンである[2]。

## 略歴
中学校からラグビーを始めた。
1994年、寄居高校卒業後、大東文化大学に入る。
1998年、大東文化大学卒業後、ヤマハ発動機（現・静岡ブルーレヴズ）に加入。
2001年、ヤマハ発動機の主将に就任した。
2003年、ラグビーワールドカップ2003の日本代表に選ばれる。
2009年、現役を引退した。
2021年、静岡ブルーレヴズの育成普及チームリーダーに就任。
2023年現在、エコパスタジアムを拠点とした一般社団法人アザレア・スポーツクラブ（静岡県袋井市）の代表理事を務める。